# حصار الإسكندرية (1174)
حصار الإسكندرية عام 1174 هو حصار ضربه الأسطول الصقلي على مدينة الإسكندرية بمصر في يوم الأحد 28 يوليو 1174 الموافق 26 ذي الحجة 569هـ، وكان الملك عموري الأول ملك أورشليم قد اتفق مع الملك وليم ملك صقلية على مهاجمة الإسكندرية براً وبحراً بالتزامن مع ثورة أنصار الدولة الفاطمية على صلاح الدين الأيوبي. افتضح أمر الهجوم، فعدل الملك عموري عن مهاجمة الإسكندرية براً بينما نفذ الأسطول الصقلي الجزء الموكل إليه ونزل إلى الساحل المصري وشرع في مهاجمة الإسكندرية لكن مع وصول التعزيزات العسكرية إلى المدينة فشل الهجوم واضطر الاسطول الصقلي إلى الإبحار رجوعاً إلى صقلية في يوم الخميس 1 أغسطس 1174.
يقول ابن الأثير في ذكر حوادث سنوات 570هـ: «وفي هذه السنة ظفر أهل الأسكندرية وعسكر مصر بأسطول الفرنج من صقلية، وكان سبب ذلك ما ذكرناه من إرسال أهل مصر إلى ملك الفرنج بساحل الشام، وآلة صاحب صقلية ليقصدوا ديار مصر ليثوروا بصلاح الدين ويخرجوه من مصر. فجهز صاحب صقلية أسطولاً كبيراً عدته مائتين شيني تحمل الرجالة وستاً وثلاثين طريدة تحمل الخيل وستة مراكب كبار تحمل آلات الحرب وأربعين مركب تحمل الأزواد وفيها من الرجال خمسون ألفاً ومن الفرسان ألفا وخمسمائة تركبلي وكان المقدم عليهم ابن عم صاحب صقلية وسيره إلى الأسكندرية من ديار مصر فوصل إليها في السادس والعشرين من ذي الحجة سنة تسع وستين..»